# Marquesado de Buniel
El marquesado de Buniel es un título nobiliario español creado por el rey Alfonso XIII en favor de Antonio de Arteche y Villabaso, vicepresidente del Congreso de los Diputados, mediante real decreto del 18 de marzo de 1916 y despacho expedido el 27 de mayo del mismo año.
Su denominación hace referencia a la localidad de Buniel, en la provincia de Burgos.

## Marqueses de Buniel
|                           | Titular                                 | Periodo                   |
| Creación por Alfonso XIII | Creación por Alfonso XIII               | Creación por Alfonso XIII |
| ------------------------- | --------------------------------------- | ------------------------- |
| I                         | Antonio de Arteche y Villabaso          | 1916-1962                 |
| II                        | Juan Cruz de Arteche y Ortiz de la Riva | 1964-1976                 |
| III                       | Antonio de Arteche y Pidal              | 1976-hoy                  |

## Historia de los marqueses de Buniel
- Antonio de Arteche y Villabaso (Bilbao, 8 de enero de 1880-26 de enero de 1962), I marqués de Buniel, diputado a Cortes, vicepresidente del Congreso de los Diputados, Gran Cruz de la Orden de Isabel la Católica.[1][2]

Casó el 12 de octubre de 1901 con Gertrudis Ortiz de la Riva y Arana. El 20 de marzo de 1964, previa orden del 11 de enero para que se expida la correspondiente carta de sucesión (BOE del día 23), le sucedió su hijo:
- Juan de la Cruz de Arteche y Ortiz de la Riva (1908-1973), II marqués de Buniel.

Casó con María del Rosario Pidal y Fernández-Hontoria (m. 2010). El 10 de febrero de 1976, previa orden del 26 de octubre de 1974 para que se expida la correspondiente carta de sucesión (BOE del 7 de noviembre), le sucedió su hijo:
- Antonio de Arteche y Pidal (n. 1947), III marqués de Buniel.

Casó con María Cristina de Manuel y Keenoy (1949-2023).